# Società Gestione Aeroporti Alghero
La Sogeaal S.p.A., acronimo per Società Gestione Aeroporti - Alghero, è una società per azioni con sede ad Alghero, che ne gestisce la relativa struttura aeroportuale.

## Storia
La società nasce nel 1994 per iniziativa della provincia di Sassari, con lo scopo di auto-determinare il rilancio economico-sociale del territorio e di valorizzare risorse e competenze locali. Inizia l'attività operativa il 15 marzo 1996, ricevendo l'autorizzazione ad operare per motivi di urgenza da parte di Civilavia ed in attesa della concessione totale di gestione, che arriverà solo nel 2007, con durata quarantennale.

## Composizione societaria
Fino al 2010 la società aveva come soci la S.F.I.R.S. S.p.A., la CCIAA di Sassari, la Regione Autonoma della Sardegna, la Provincia di Sassari, il Comune di Alghero ed il Comune di Sassari.
Nel secondo semestre 2010 vi è stato un riassetto societario dovuto a mancata ricapitalizzazione da parte di alcuni soci, pertanto le nuove quote societarie sono state ridistribuite tra Regione Autonoma della Sardegna e SFIRS.
Nel Maggio 2015 sono state messe in vendita il 75% delle quote azionarie dando via alla privatizzazione dell'azienda. L'operazione, dopo numerosi rinvii, si è conclusa a fine 2016 con l'ingresso del fondo per gli investimenti F2i. La compagine societaria risulta quindi composta da:
- F2i: 72,5%
- Regione Sardegna: 27,5%